# فرد لينك
فرد لينك (بالإنجليزية: Fred Link)‏ هو لاعب كرة قاعدة أمريكي، ولد في 11 مارس 1886 في كولومبوس في الولايات المتحدة، وتوفي في 22 مايو 1939 في هيوستن في الولايات المتحدة.

## وصلات خارجية
- فرد لينك على موقعبيزبول رفرنس.كوم (الدوري الرئيسي) (الإنجليزية)
- فرد لينك على موقعبيزبول رفرنس.كوم (الدوري الثانوي) (الإنجليزية)